# Petr Klouček
Petr Klouček (* 27. Januar 1957) ist ein ehemaliger tschechoslowakischer Radrennfahrer und nationaler Meister im Radsport.

## Sportliche Laufbahn
Klouček war im Querfeldeinrennen (heutige Bezeichnung Cyclocross) aktiv. 1980 gewann er den nationalen Titel im Querfeldeinrennen vor Jiří Kvapil, 1982 vor František Klouček. 1983 wurde Vize-Meister hinter Miloslav Kvasnicka, 1984 hinter Radomír Šimunek, 1987 hinter František Klouček. Bei den UCI-Cyclocross-Weltmeisterschaften der Amateure 1983 gewann er die Bronzemedaille. 1985 wurde er beim Sieg von Mike Kluge Vierter. Er startete siebenmal bei den Cyclocross-Weltmeisterschaften. Viermal gewann er den Pokal im Querfeldeinrennen der Tschechoslowakei (Československý Pohár), eine Jahreswertung für den erfolgreichsten Fahrer. Auch im Straßenradsport bestritt er Rennen, hatte jedoch keine bedeutenden Erfolge.

## Berufliches
Klouček war von 1997 bis 2010 Nationaltrainer für die Cyclocrossfahrer.

## Familiäres
Sein Bruder František Klouček war ebenfalls Cyclocrossfahrer. Seine Söhne František Klouček und Lukáš Klouček waren im Radsport aktiv.